# 梶川義正
梶川 義正（かじかわ よしまさ）は、江戸時代末期から明治時代の剣術家。流派は小野派一刀流。警視庁撃剣世話掛を務めた。

## 経歴
幕末に小野派一刀流剣術を修める。明治12年（1879年）、警視庁に撃剣世話掛が創設されるや上田馬之助、逸見宗助とともに最初に採用された。上田、逸見と並んで警視庁では別格扱いとされ、梶川は特に高齢であったため、筆頭として試合の検分をした。